# بروتون واجا
بروتون واجا هي سيارة تم تصميمها من قبل صانع السيارات الماليزي بروتون، وتم إطلاقها في أغسطس 2000. تعد واجا هي أول سيارة من تصميم ماليزى، وقد تم بنائها على قاعدة شاسيه من ميتسوبيشى كاريزما وفولفو إس40. كلمة واجا تعنى قاسي باللغة المالاوية، تنويها على قوة الحديد المستخدم في صناعتها. تم اللجوء لهذا الاسم كرد على الانتقادات التي وجهت لسيارات بروتون على أنها ضعيفة. في المملكة المتحدة أطلق اسم بروتون أمبيان على واجا بمعنى الحلم.

## الأداء
مع بداية تسويق الواجا تم تزويدها بحرك من شركة ميتسوبيشى سعة 1.6لتر. كما أن كل سيارات الواجا تمتاز بخاصية حقن الوقود متعدد النقاط، ونظام فرامل (أقراص في المقدمة ذاتية التهوية وفي الخلف أقراص). كما أن ناقل الحركة في الواجا إما يدوي (خماسى السرعات) أو أوتوماتيك (رباعى السرعات).
في 2002, تم تقديم محرك سعة 1.8لتر يعتمد على محرك رينو لاجونا 2.
في 2006, محرك كامبرو تم استخدامه في كل الواجا.

## الأمان

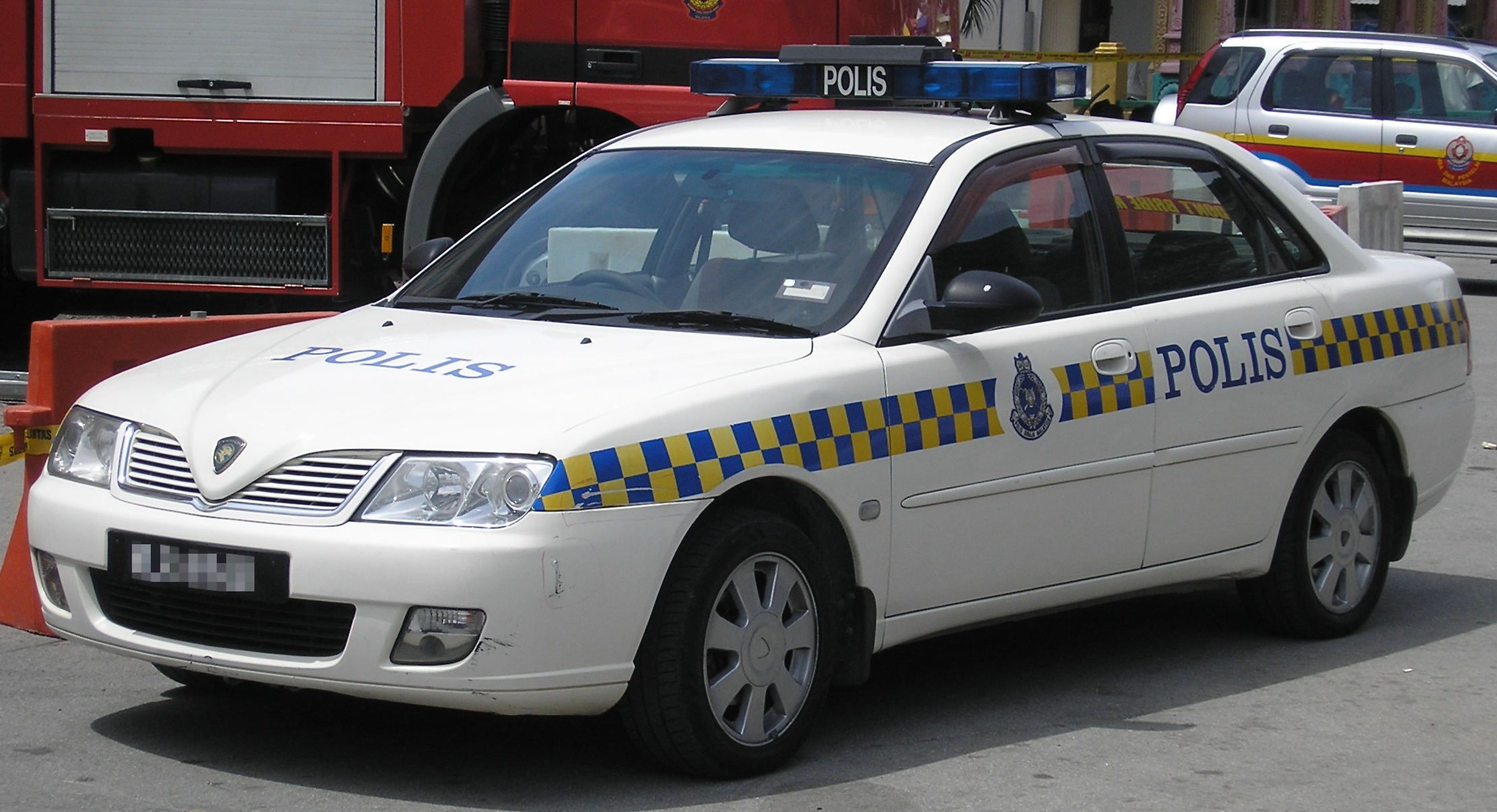
سيارة شرطة ماليزية

واجا هي أول طراز من بروتون خضع لاختبار الحماية والأمان الأوروبى (يورون إنكاب) محققة نتيجة 3 نجوم من 5.

## وصلات خارجية
- «بروتون واجا».. أول سيارة ماليزية بنسبة 100%، إسلام أون لاين، 11 مايو 2000